# Pranjala Yadlapalli
Pranjala Yadlapalli (* 30. März 1999 in Guntur) ist eine indische Tennisspielerin.

## Karriere
Yadlapalli, die mit sechs Jahren das Tennisspielen begann, bevorzugt dabei laut  ITF-Profil Sandplätze. Sie spielt überwiegend Turniere auf der ITF Women’s World Tennis Tour, bei der sie bislang vier Einzel- und sechs Doppeltitel gewonnen hat.
2018 spielte Yadlapalli erstmals für die indische Fed-Cup-Mannschaft, sie konnte dabei ihre Doppelpartie an der Seite von Prarthana G. Thombare gewinnen.

## Turniersiege

### Einzel
| Nr. | Datum            | Turnier             | Kategorie   | Belag     | Finalgegnerin      | Ergebnis      |
| --- | ---------------- | ------------------- | ----------- | --------- | ------------------ | ------------- |
| 1.  | 2. Juli 2017     | Scharm asch-Schaich | ITF $15.000 | Hartplatz | Giada Clerici      | 6:7, 7:5, 6:4 |
| 2.  | 6. Oktober 2018  | Lagos               | ITF $25.000 | Hartplatz | Conny Perrin       | 2:6, 7:5, 6:0 |
| 3.  | 13. Oktober 2018 | Lagos               | ITF $25.000 | Hartplatz | Conny Perrin       | 6:1, 7:6      |
| 4.  | 5. Dezember 2021 | Bengaluru           | ITF W15     | Hartplatz | Sowjanya Bavisetti | 7:5, 6:2      |

### Doppel
| Nr. | Datum              | Turnier    | Kategorie   | Belag     | Partnerin      | Finalgegnerinnen                 | Ergebnis         |
| --- | ------------------ | ---------- | ----------- | --------- | -------------- | -------------------------------- | ---------------- |
| 1.  | 10. Juni 2017      | Aurangabad | ITF $15.000 | Sand      | Zhao Xiaoxi    | Rutuja Bhosale Kanika Vaidya     | 2:6, 6:3, [10:4] |
| 2.  | 15. September 2017 | Hua Hin    | ITF $15.000 | Hartplatz | Zeel Desai     | Rutuja Bhosale Alexandra Walters | 6:2, 7:5         |
| 3.  | 21. Oktober 2017   | Colombo    | ITF $15.000 | Sand      | Rutuja Bhosale | Natasha Palha Rishika Sunkara    | 6:4, 6:1         |
| 4.  | 8. Dezember 2017   | Solapur    | ITF $15.000 | Hartplatz | Hsu Ching-wen  | Maja Jansen Erin Routliffe       | 7:5, 1:6, [10:6] |
| 5.  | 20. Juli 2018      | Nonthaburi | ITF $25.000 | Hartplatz | Rutuja Bhosale | Chen Pei-hsuan Wu Fang-hsien     | 7:5, 6:2         |
| 6.  | 10. August 2018    | Nonthaburi | ITF $25.000 | Hartplatz | Rutuja Bhosale | Naiktha Bains Barbora Štefková   | 2:6, 6:0, [10:6] |